# Momčilo Nastasijević
Momčilo Nastasijević (* 23. September 1894 in Gornji Milanovac, Königreich Serbien; † 13. Februar 1938 in Belgrad, Königreich Jugoslawien) war ein serbischer Lyriker.

## Leben
Momčilo Nastasijevićs Vater war Baumeister, ein Bruder wurde Komponist. Er studierte in Belgrad französische Sprache und Literatur. Schon während des Ersten Weltkriegs begann er Gedichte und Erzählungen zu schreiben, die zuerst 1922 und 1923 in Zeitschriften erschienen.  Er übte in Belgrad den Brotberuf des Gymnasiallehrers aus.  Nastasijević schrieb lyrische Dramen, Opernlibretti, Geschichten, vor allem aber Gedichtzyklen, in denen Archaik und Folkloreelemente sich mit kühnen Neologismen und Motiven der Décadence verbanden. Sein Hauptwerk ist die 1932 in einem Selbstverlag veröffentlichte Gedichtsammlung Pet lirskih krugova (Fünf lyrische Kreise).
Sein Stil ist hermetisch und daher schwer zugänglich. Vasko Popa und Miodrag Pavlović haben sich für später für seine Lyrik eingesetzt.

## Werke (Auswahl)
- Sind Flügel wohl … Gedichte und Prosa. Herausgegeben und ins Deutsche übertragen von Robert Hodel. Leipziger Literaturverlag, Leipzig 2013